# 哎萨

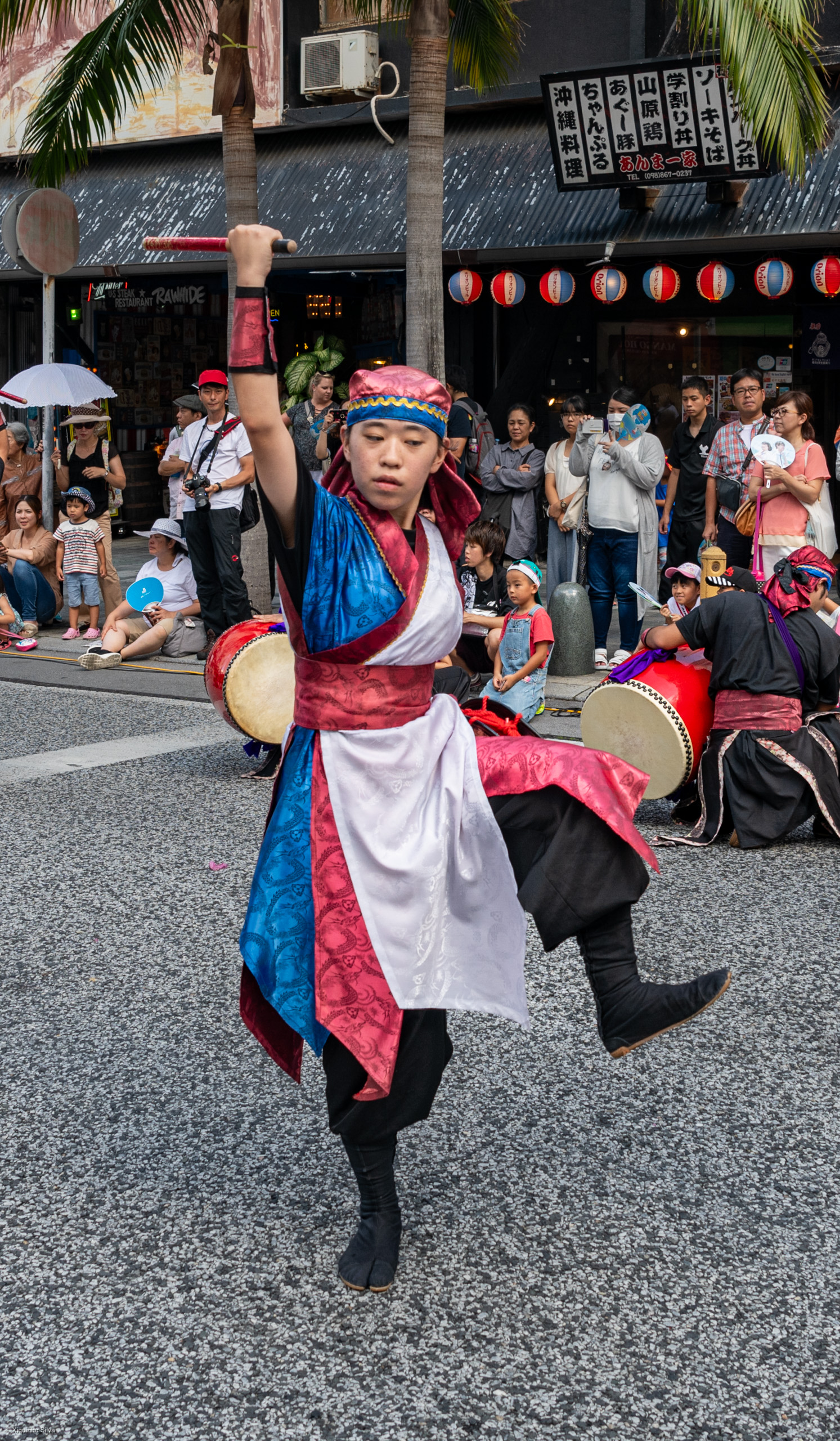
那覇市的哎薩

哎薩（琉球語： ）是琉球的一種傳統民俗舞蹈，是沖繩本島特有的民間藝能，在盂蘭盆節的時候，一群琉球年輕人唱著歌，以囃子和之，在地方道路上跳舞遊行。

## 腳註
1. ↑  中文譯名見王耀華所著「琉球複合藝能文化與中琉音樂之比較研究」一文」（收錄於《第五屆中琉歷史關係學術會議論文集》，福建教育出版社1996年7月出版，ISBN 7-5334-1864-6）